# Lacu Sărat (okręg Braiła)
Lacu Sărat – wieś w Rumunii, w okręgu Braiła, w gminie Chiscani. W 2011 roku liczyła 1189 mieszkańców.